# Zimowe Igrzyska Paraolimpijskie 2014
XI Zimowe Igrzyska Paraolimpijskie odbyły się w Soczi w Rosji w dniach 7 – 16 marca 2014. Harmonogram zawodów przewidywał rozegranie 72 konkurencji w 5 dyscyplinach sportowych. Niektóre z nich zorganizowane zostały w oddalonej o ok. 40 km od Soczi miejscowości Krasnaja Polana.
Po raz pierwszy w historii igrzysk paraolimpijskich w programie znalazły się zawody snowboardowe (dwie konkurencje snowboard crossu w pozycji stojącej kobiet i mężczyzn). Według klasyfikacji Międzynarodowego Komitetu Paraolimpijskiego zostały one zaliczone do kategorii narciarstwa alpejskiego.
Zgodnie z porozumieniem pomiędzy Międzynarodowym Komitetem Paraolimpijskim a Międzynarodowym Komitetem Olimpijskim, miasto wybrane gospodarzem igrzysk olimpijskich w 2014 organizuje także następujące po nich igrzyska paraolimpijskie. Soczi wybrano podczas 119. sesji MKOl w Gwatemali 4 lipca 2007 roku spośród trzech kandydatów: rosyjskiego Soczi, południowokoreańskiego Pjongczangu oraz austriackiego Salzburga.

## Dyscypliny
Uczestnicy zimowych igrzysk paraolimpijskich w Soczi w 2014 roku rywalizowali w 72 konkurencjach w 5 dyscyplinach sportowych. W porównaniu do poprzednich igrzysk przybyło 8 konkurencji.
- Biathlon (18)
- Biegi narciarskie (20)
- Curling na wózkach (1)
- Hokej na lodzie na siedząco (1)
- Narciarstwo alpejskie (32)

## Kraje uczestniczące w Zimowych Igrzyskach Paraolimpijskich 2014

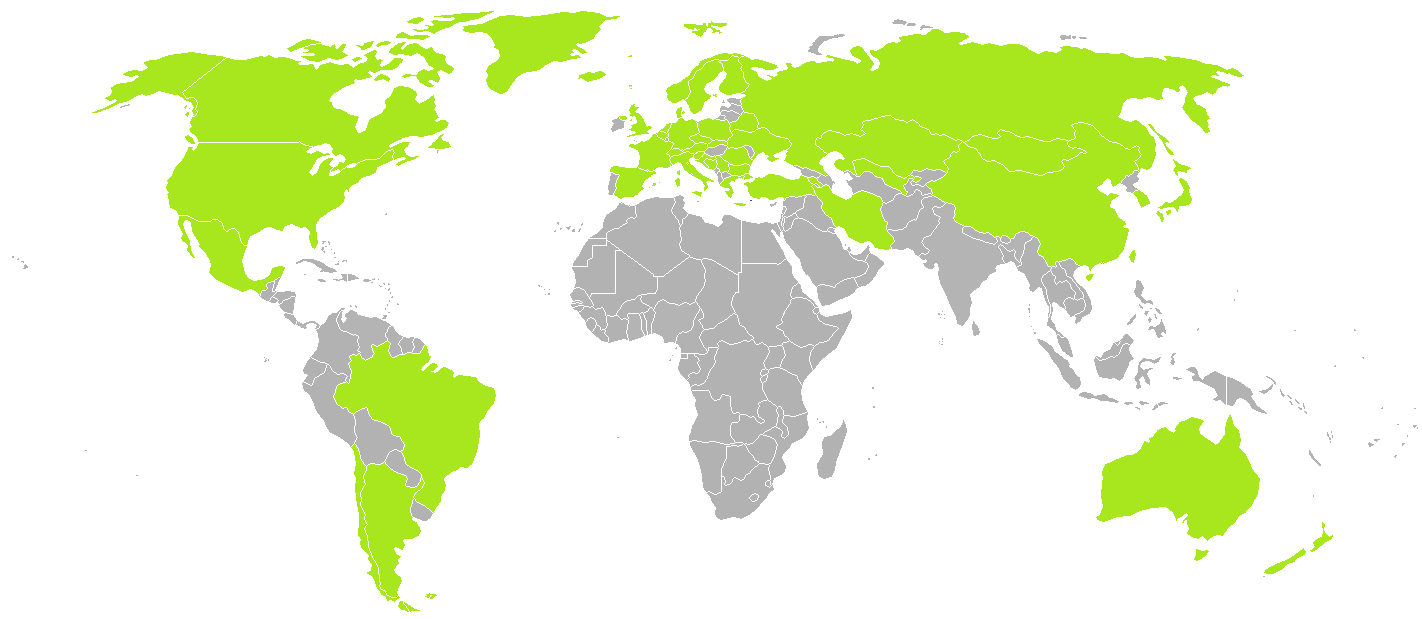
Państwa uczestniczące w Zimowych Igrzyskach paraolimpijskich 2014

W igrzyskach w Soczi uczestniczyły reprezentacje 45 narodowych komitetów paraolimpijskich.
| - Andora (1) - Argentyna (3) - Armenia (1) - Australia (9) - Austria (13) - Belgia (2) - Białoruś (10) - Bośnia i Hercegowina (2) - Brazylia (2) - Bułgaria (2) - Chile (2) - Chiny (10) | - Chorwacja (2) - Czechy (18) - Dania (2) - Finlandia (13) - Francja (14) - Grecja (1) - Hiszpania (7) - Holandia (7) - Iran (1) - Islandia (2) - Japonia (20) | - Kanada (49) - Kazachstan (5) - Korea Południowa (27) - Meksyk (1) - Mongolia (1) - Niemcy (13) - Norwegia (31) - Nowa Zelandia (3) - Polska (8) - Rosja (69) | - Rumunia (1) - Serbia (1) - Słowacja (16) - Słowenia (1) - Stany Zjednoczone (72) - Szwajcaria (8) - Szwecja (22) - Turcja (2) - Ukraina (23) - Uzbekistan (2) - Wielka Brytania (12) - Włochy (33) |

Państwa, które wystawiły reprezentację przed czterema laty, a nie wysłały tym razem kadry:
- Południowa Afryka
- Węgry

## Symbole

### Maskotka
Oficjalnymi maskotkami Zimowych Igrzysk Paraolimpijskich 2014 były Śnieżynka oraz Promyczek.

### Logo
Logo zostało stworzone przez międzynarodowe biuro marketingowe Interbrand i zaprezentowane w grudniu 2009 r. w Moskwie. Jest to pierwsze w historii igrzysk olimpijskich logo, które przedstawia adres internetowy (czyli sochi.ru). Napisy Soczi i 2014 mają kolor niebieski i są rozmieszczone tak, że są odzwierciedleniem szczytów Kaukazu i Morza Czarnego. Natomiast napis "Ru" jest w kolorze białym z obramowaniem w kolorze niebieskim, a pod napisem "Ru" jest umieszczony symbol Międzynarodowego Komitetu Paraolimpijskiego. Logo sochi.ru odwołuje się do cyfrowego pokolenia i ma wspierać otwarty dialog między narodami i fanami sportów zimowych.

## Terminarz
| Dyscyplina                  | 07.03 | 08.03 | 09.03 | 10.03 | 11.03 | 12.03 | 13.03 | 14.03 | 15.03 | 16.03 |
| --------------------------- | ----- | ----- | ----- | ----- | ----- | ----- | ----- | ----- | ----- | ----- |
| Ceremonie                   | ●     |       |       |       |       |       |       |       |       | ●     |
| Biathlon                    |       | ●     |       |       | ●     |       |       | ●     |       |       |
| Biegi narciarskie           |       |       | ●     | ●     |       | ●     |       |       | ●     | ●     |
| Curling na wózkach          |       |       |       |       |       |       |       |       | ●     |       |
| Hokej na lodzie na siedząco |       |       |       |       |       |       |       |       | ●     |       |
| Narciarstwo alpejskie       |       | ●     | ●     | ●     |       | ●     | ●     | ●     | ●     | ●     |
| Złote medale                | –     | 12    | 5     | 7     | 6     | 9     | 3     | 14    | 7     | 9     |

## Obiekty sportowe
| Obiekt                                        | Położenie       | Rozgrywane dyscypliny                   | Pojemność | Źródło |
| --------------------------------------------- | --------------- | --------------------------------------- | --------- | ------ |
| Stadion Olimpijski „Fiszt”                    | Soczi           | Ceremonia otwarcia i zamknięcia igrzysk | 40 000    | [ 7 ]  |
| Pałac lodowy „Bolszoj”                        | Soczi           | Hokej na lodzie na siedząco             | 12 000    | [ 8 ]  |
| Arena lodowa „Szajba”                         | Soczi           | Hokej na lodzie na siedząco             | 7000      | [ 9 ]  |
| Centrum curlingowe na wózkach „Ledianoj kub”  | Soczi           | Curling na wózkach                      | 3000      | [ 10 ] |
| Ośrodek narciarstwa alpejskiego „Roza Chutor” | Krasnaja Polana | Narciarstwo alpejskie                   | 10 000    | [ 11 ] |
| Kompleks narciarsko-biathlonowy „Łaura”       | Krasnaja Polana | Biathlon, Biegi narciarskie             | 9600      | [ 12 ] |
| Plac „Miedał Płaza”                           | Soczi           | Ceremonie i prezentacje medalistów      | 40 000    | [ 14 ] |

## Klasyfikacja medalowa

Mapka parku olimpijskiego w Soczi

Obiekty w górach (mapa interaktywna)

| Miejsce | Państwo           |    |    |    | Razem |
| ------- | ----------------- | -- | -- | -- | ----- |
| 1.      | Rosja             | 30 | 28 | 22 | 80    |
| 2.      | Niemcy            | 9  | 5  | 1  | 15    |
| 3.      | Kanada            | 7  | 2  | 7  | 16    |
| 4.      | Ukraina           | 5  | 9  | 11 | 25    |
| 5.      | Francja           | 5  | 3  | 4  | 12    |
| 6.      | Słowacja          | 3  | 2  | 2  | 7     |
| 7.      | Japonia           | 3  | 1  | 2  | 6     |
| 8.      | Stany Zjednoczone | 2  | 7  | 9  | 18    |
| 9.      | Austria           | 2  | 5  | 4  | 11    |
| 10.     | Wielka Brytania   | 1  | 3  | 2  | 6     |
| =11.    | Norwegia          | 1  | 2  | 1  | 4     |
| =11.    | Szwecja           | 1  | 2  | 1  | 4     |
| 13.     | Hiszpania         | 1  | 1  | 1  | 3     |
| =14.    | Holandia          | 1  | 0  | 0  | 1     |
| =14.    | Szwajcaria        | 1  | 0  | 0  | 1     |
| =16.    | Finlandia         | 0  | 1  | 0  | 1     |
| =16.    | Nowa Zelandia     | 0  | 1  | 0  | 1     |
| 18.     | Białoruś          | 0  | 0  | 3  | 3     |
| 19.     | Australia         | 0  | 0  | 2  | 2     |
| Łącznie | Łącznie           | 72 | 72 | 72 | 216   |